# Jeffrey Jacobs
Jeffrey Jacobs (2 februari 1988) is een Belgisch voormalig handballer.

## Levensloop
Hij is de zoon van Roland Jacobs, die ook actief was in het handbal.
Jacobs werd actief in het handbal bij Sasja. In 2012 maakte hij de overstap naar Initia Hasselt, om in 2014 terug te keren naar zijn jeugdclub. Vanaf seizoen 2015-'16 kwam hij uit voor OLSE Merksem.
Hij werd meermaals topschutter in de Belgische competitie en in 2011 werd hij verkozen tot beste speler. Tevens was hij als international actief bij het Belgisch handbalteam.
Ook zijn broer Jimmy was actief als handballer.